# Adela australis
Adela australis là một loài bướm đêm thuộc họ Adelidae hoặc fairy longhorn moths. 

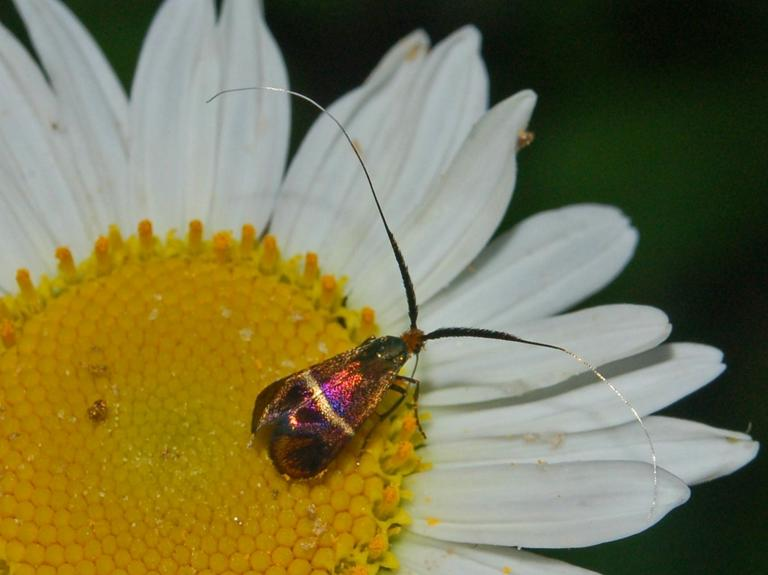
Dorsal view

Nó có cánh trên có các đai cắt ngang màu trắng và các điểm màu kim với màu từ vàng đến tím. Nó sinh hoạt về đêm.
Con đực có lông màu vàng ở đầu với râu rất dài, 2-3 lần cánh sau.
Sải cánh dài abous 15 mm. Con trưởng thành bay vào tháng 5 và tháng 6.
Nó được tìm thấy ở Tây Ban Nha, Pháp, Ý, Thụy Sĩ, Albania và Macedonia.